# Yoggi
Pour les articles homonymes, voir Guiraud.
Yoggi, de son vrai nom Benjamin Guiraud (né le 6 mars 1983 près de Toulouse) est un monocycliste français.
En 2004, il devient vice-champion du monde de monocycle trial à l'UNICON XII à Tokyo. Il remporte par la suite d'autres titres de champion d'Europe et de France.
Yoggi créer d'ailleurs la sous marque Koxx-One en partenariat avec Koxx, une marque de vélo trial française déjà établie. À la suite de problèmes chez Koxx, Guiraud créer ensuite la marque Addict Unicycles, plus tard connue sous le nom Impact Unicycles.
Avec ses compagnies, à partir de 2004, Yoggi est une personne ayant grandement influencé le monocycle urbain (trial, street, flat).

## Record Guinness
Depuis le 21 novembre 2006, il détient le record Guinness de montée de marches à monocycle, en atteignant le deuxième étage de la Tour Eiffel à Paris pour l'association La Voix de l'Enfant. Ce record est de 670 marches en 22 min et 32 s.

## Palmarès
- 2e au championnat Champion du monde 2004[1]
- 4e au championnat du monde 2006[1]
- 2e au championnat d'Europe 2005
- Champion de France 2004 et 2005

## Engagement associatif
Yoggi est ambassadeur de l'association fédérative La Voix de l'Enfant.